# Azlor (kommunhuvudort)
Azlor är en kommunhuvudort i Spanien.   Den ligger i provinsen Provincia de Huesca och regionen Aragonien, i den nordöstra delen av landet, 400 km nordost om huvudstaden Madrid. Azlor ligger 487 meter över havet och antalet invånare är 151.
Terrängen runt Azlor är huvudsakligen platt, men österut är den kuperad. Terrängen runt Azlor sluttar söderut. Runt Azlor är det ganska glesbefolkat, med 42 invånare per kvadratkilometer. Närmaste större samhälle är Barbastro, 15,6 km öster om Azlor. Trakten runt Azlor består till största delen av jordbruksmark.